# Isla Lockyer
La isla Lockyer es una isla de cuatro kilómetros de largo, situada frente a la costa sur de la isla James Ross, en la entrada sudoeste del paso Almirantazgo (o estrecho Bouchard) en la Antártida.
Se encuentra a 5 km al sudeste del cabo Foster y tiene 460 metros de altura. Es de costas acantiladas, donde alternan los glaciares, con manchas de piedra desnuda; su cima está coronada por una cúpula de hielo.

## Toponimia
Fue nombrado Cabo Lockyer por el capitán James Clark Ross, el 7 de enero de 1843, a petición del capitán Francis Crozier en honor al amigo de este último, el capitán Nicholas Lockyer (1803-1843), de la Marina Real británica. La insularidad fue descubierta por la Expedición Antártica Sueca bajo Otto Nordenskiöld en 1902.

## Reclamaciones territoriales
Argentina incluye a la isla en el departamento Antártida Argentina dentro de la provincia de Tierra del Fuego, Antártida e Islas del Atlántico Sur; para Chile forma parte de la comuna Antártica de la provincia Antártica Chilena dentro de la Región de Magallanes y de la Antártica Chilena; y para el Reino Unido integra el Territorio Antártico Británico. Las tres reclamaciones están sujetas a las disposiciones del Tratado Antártico.
Nomenclatura de los países reclamantes:
- Argentina: isla Lockyer[4][5]
- Chile: isla Lockyer[3]
- Reino Unido: Lockyer Island[6]